# Bitwa pod Roucoux
Bitwa pod Roucoux – starcie zbrojne, które miało miejsce 11 października 1746, podczas wojny austriacko-francuskiej (1744–1748), będącej częścią wojny o sukcesję austriacką. 
Bitwa, w której uczestniczyły wojska francuskie, a z drugiej strony – austriackie, holenderskie, brytyjskie i hanowerskie, rozegrała się w pobliżu Liège i zakończyła zwycięstwem Francuzów. 
Korzystając z osłabienia tzw. Armii Pragmatycznej i wycofania znacznej części wojsk angielskich z kontynentu, w roku 1746 Francuzi pod wodzą marszałka Maurycego Saskiego dokonali inwazji na Flandrię, zajmując Brukselę, Antwerpię, Namur i Charleroi. Siły francuskie liczące 60 tysięcy żołnierzy zagroziły resztkom Armii Pragmatycznej państw sprzymierzonych (40 tys. ludzi) pod wodzą Karola Lotaryńskiego. 
Karol Lotaryński zgromadził wojska sprzymierzone na zachodnim brzegu Mozy. Lewe skrzydło złożone z sił holenderskich skierowało się na Liège. Centrum tworzyły wojska brytyjskie i hanowerskie, rozmieszczone w pobliżu Roucoux i Liers. Prawe skrzydło obsadzone przez Austriaków osłonięte było rzeką Jaar. 

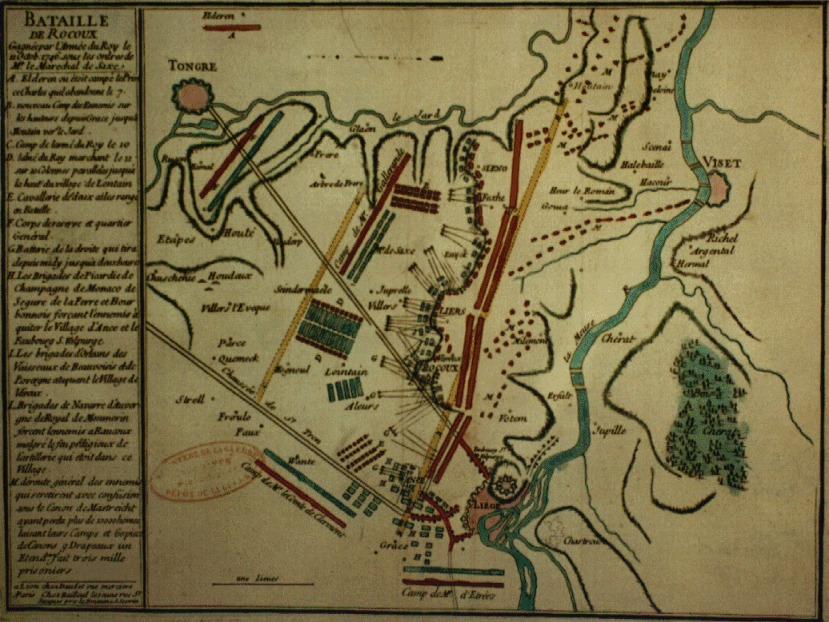
Plan bitwy: po lewej wojska francuskie, po prawej Armia Pragmatyczna

Maurycy Saski w pierwszej fazie bitwy odpierał atak Holendrów na lewej flance. Po ciężkim boju Francuzom w okolicy Liège udało się wyjść na tyły Armii Pragmatycznej. Holendrzy pomimo silnego oporu zostali zmuszeni do odwrotu na tylne linie sił angielskich i hanowerskich. Odwrót sprzymierzonych przez Mozę osłaniała brytyjska kawaleria wsparta dwoma batalionami piechoty pod wodzą generała Johna Ligoniera, ponosząc przy tym znaczne straty. Łącznie Armia Pragmatyczna straciła 5 tysięcy zabitych i rannych, straty Francuzów mimo zwycięstwa były dużo wyższe i wyniosły około 10 tys. ludzi. 
Bezpośrednio po bitwie Francuzi zdobyli Liège, jednak wobec nadchodzącej zimy do dalszych działań wojennych już nie doszło.